# A. K. Ramanujan
A. K. Ramanujan [raːˈmaːnudʒən] (Attipat Krishnaswami Ramanujan, geboren 16. März 1929 in Mysore, gestorben 13. Juli 1993 in Chicago) war ein indisch-amerikanischer Indologe, Dichter und Übersetzer. Ramanujan wirkte den Großteil seines Lebens in den Vereinigten Staaten und lehrte von 1962 bis zu seinem Tod an der University of Chicago. Als Wissenschaftler beschäftigte er sich vor allem mit den regionalen und volkstümlichen Traditionen in der indischen Kultur. Daneben war Ramanujan sowohl auf Englisch als auch auf Kannada dichterisch tätig. Er gilt als einer der Hauptvertreter der modernen englischsprachigen Dichtung aus Indien und wurde 1999 postum mit dem Sahitya Akademi Award ausgezeichnet. Auf Kannada verfasste er neben Gedichten auch Kurzgeschichten und Novellen. Zudem veröffentlichte Ramanujan eine Reihe von vielbeachteten Übersetzungen von klassischen Literaturwerken auf Tamil und Kannada, darunter von Gedichten der alttamilischen Sangam-Literatur sowie von mittelalterlicher religiöser Dichtung auf Kannada und Tamil.

## Leben

### In Indien
A. K. Ramanujan wurde am 16. März 1929 in der Stadt Mysore im heutigen indischen Bundesstaat Karnataka geboren. Er stammte aus einer Familie von tamilischen Brahmanen aus der Kaste der Iyengar (Ayyangar). Beide Eltern waren aus dem Gebiet des heutigen Bundesstaates Tamil Nadu nach Mysore eingewandert: sein Vater stammte aus Triplicane, einem Stadtteil von Madras (Chennai), und seine Mutter aus Srirangam. Der Vater A. A. Krishnaswami Ayyangar (1892–1953) war ein Mathematiker und Professor an der University of Mysore. Ramanujan erhielt seinen Namen nach dem berühmten Mathematiker Srinivasa Ramanujan (1887–1920), einem Fachgenossen seines Vaters, den dieser sehr bewunderte.
In seiner Kindheit wuchs A. K. Ramanujan in einer mehrsprachigen Umgebung auf: Die Familiensprache war Tamil, die Alltagssprache der Umgebung war Kannada. Seine Bildung erhielt Ramanujan hauptsächlich auf Englisch. Zudem kam er durch die brahmanischen Traditionen seiner Familie mit dem Sanskrit im Berührung. Ramanujan selbst bezeichnete Tamil und Kannada als seine „Muttersprachen“ und Englisch und Sanskrit als seine „Vatersprachen“. Ramanujans mehrsprachiger Hintergrund sollte für sein späteres Wirken prägend sein. Von seiner orthodox-brahmanischen Familientradition distanzierte er sich später hingegen deutlich, etwa indem er 1946 seine Heilige Schnur als Zeichen der Ablehnung des Kastenwesens ablegte. Nach dem Tod seines Vaters 1953 weigerte er sich sogar, die letzten Riten für diesen durchzuführen.
Ramanujan besuchte in seiner Kindheit und Jugend verschiedene englischsprachige Schulen in Mysore. In seiner Schulzeit war er sowohl an Literatur als auch an den Naturwissenschaften interessiert. 1944 begann er ein Studium der Naturwissenschaften am Maharaja’s College der University of Mysore. 1946 wechselte er sein Studienfach aber in Anglistik. Während seiner College-Zeit verfasste er seine ersten Gedichte und Kurzgeschichten auf Kannada, die in örtlichen Magazinen erschienen, sowie mehrere Hörspiele auf Kannada, die von All India Radio ausgestrahlt wurden. Auch seine ersten Gedichtentwürfe auf Englisch stammen aus dieser Zeit. 1950 schloss Ramanujan sein Studium mit einem Master in englischer Literatur ab. Nach seinem Abschluss arbeitete er als Collegedozent für Englisch an verschiedenen Orten in Indien: Quilon (1950–51), Madurai (1951–52), Belgaum (1952–57) und Baroda (1957–58). Zudem setzte er seine Tätigkeit als Hörspielautor auf Kannada fort. Von 1958 bis 1959 forschte er in Pune im Bereich der Linguistik.

### In den Vereinigten Staaten
1959 kam Ramanujan als Fulbright-Stipendiat in die Vereinigten Staaten, um an der Indiana University Bloomington in Linguistik zu promovieren. Für seine Dissertation über die generative Grammatik des Kannada erhielt er 1963 den Ph.D.-Grad. Bereits 1962 hatte er eine Stelle als Assistant Professor für Linguistik und Dravidistik an der University of Chicago angetreten. Diese Universität sollte bis zu seinem Lebensende seine Wirkungsstätte bleiben. Ebenfalls 1962 heiratete Ramanujan Molly Daniels (1932–2015), eine Thomaschristin aus Indien, die er ein Jahr zuvor in den Vereinigten Staaten kennengelernt hatte. Die Ehe wurde 1971 geschieden; 1976 heiratete das Paar wieder, ließ sich aber 1988 erneut scheiden. Aus der Ehe gingen eine Tochter (geb. 1963) und ein Sohn (geb. 1965) hervor.
1966 wurde Ramanujan zum Associate Professor befördert. Im selben Jahr erschien seine erste Gedichtsammlung, ein Jahr später sein erster Übersetzungsband. 1968 wurde Ramanujan schließlich zum ordentlichen Professor für Dravidistik und Linguistik an der University of Chicago ernannt. Diese Position behielt er bis zu seinem Lebensende bei. Er unterrichtete sowohl an der Abteilung für südasiatische Sprachen und Kulturen als auch an der Abteilung für Linguistik. Daneben war er Mitglied des interdisziplinären Committee on Social Thought. Neben seinem akademischen Wirken setzte er seine literarische Tätigkeit fort und veröffentlichte zwei weitere Gedichtbände auf Englisch, drei Gedichtbände auf Kannada sowie drei weitere Übersetzungsbände. Zu Lebzeiten erhielt Ramanujan mehrere Auszeichnungen, darunter 1976 den Padma-Shri-Orden der indischen Regierung. Von einigen anderen Intellektuellen wurde er dafür kritisiert, dass er die Auszeichnung annahm, da ihre Verleihung in die Zeit des Ausnahmezustands unter Indira Gandhi fiel. 1983 erhielt Ramanujan das prestigeträchtige MacArthur Fellowship, das an verdiente Einwohner der Vereinigten Staaten verliehen wird. 1990 wurde er in die American Academy of Arts and Sciences aufgenommen.
Am 13. Juli 1993 verstarb A. K. Ramanujan unerwartet im Alter von 64 Jahren in Chicago an einem Herzstillstand, den er während einer Routineoperation erlitt.

## Wirken

### Als Dichter
A. K. Ramanujan war sowohl auf Englisch als auch auf Kannada literarisch tätig. Während er auf Englisch ausschließlich Gedichte veröffentlichte, umfasst sein Werk auf Kannada auch Prosa. Ein Großteil von Ramanujans Werk entstand während seiner Zeit in den Vereinigten Staaten. Gleichwohl ist seine Dichtung vor allem in Indien rezipiert worden, während er in Amerika eher als Übersetzer und Essayist wahrgenommen wurde. Ramanujan gilt als einer der Hauptvertreter der englischsprachigen Dichtung aus Indien. Neben Nissim Ezekiel (1924–2004) und Dom Moraes (1938–2004) gehört er zu den Wegbereitern der Moderne unter den englischsprachigen Dichtern aus Indien. Die meisten Anthologien von englischsprachiger Dichtung aus Indien, die seit den 1960er Jahren erschienen sind, enthalten Gedichte A. K. Ramanujans. Für seine Dichtung erhielt Ramanujan eine Reihe von Literaturpreisen, darunter 1999 postum den Sahitya Akademi Award in der Kategorie Englisch.
Ramanujan veröffentlichte zu Lebzeiten drei englischsprachige Gedichtsammlungen: The Striders (1966), Relations (1971) und Second Sight (1986). Eine vierte Gedichtsammlung, The Black Hen, erschien postum als Teil einer Ausgabe von Ramanujans gesammelten Gedichten (1995). Eine Reihe weiterer ungesammelter Gedichte wurde 2001 ebenfalls postum  veröffentlicht. Die Gesamtausgabe von 2004 enthält alle vier Gedichtsammlungen, die ungesammelten Gedichte sowie die vier Übersetzungsbände Ramanujans. Einige Gedichte aus dem Frühwerk Ramanujans, die ursprünglich in indischen oder amerikanischen Literaturzeitschriften und Anthologien erschienen waren, sind nicht Teil der Gesamtausgabe.
Auf Kannada veröffentlichte A. K. Ramanujan drei Gedichtsammlungen: Hokkulalli Hoovilla („Kein Lotus im Nabel“, 1969), Mattu Itara Padyagalu („Noch weitere Gedichte“, 1977) und Kuntobille („Herumhopsen“, 1990). Außerdem verfasste er auf Kannada eine Novelle, Matthobhana Atmacharitre („Die Autobiographie eines Anderen“, 1978) sowie vier Kurzgeschichten. Eine Gesamtausgabe von A. K. Ramanujans Werken auf Kannada erschien 2011. Die Kannada-Gedichtsammlungen und die Novelle liegen auch in englischer Übersetzung vor (2006).

### Als Übersetzer
A. K. Ramanujan veröffentlichte eine Reihe von vielbeachteten Übersetzungen von klassischen Literaturwerken auf Tamil und Kannada ins Englische. Hierzu gehören seine Übersetzungen von Gedichten der alttamilischen Sangam-Literatur. Diese Texte, die wahrscheinlich in den ersten Jahrhunderten n. Chr. entstanden, waren vor Ramanujan im Westen weitgehend unbekannt. Ramanujan selbst kam mit den Sangam-Werken eher zufällig in Kontakt, als er 1962 in der Bibliothek der University of Chicago auf sie stieß. Die Ästhetik der Sangam-Literatur beeindruckte Ramanujan sehr. 1967 veröffentlichte er einen ersten Übersetzungsband The Interior Landscape. Dieser enthielt eine Auswahl von 86 Gedichten aus dem Kurundogai, einer Anthologie von kurzen Gedichten aus dem Genre der Liebesdichtung. 1985 folgte ein weiterer Übersetzungsband, Poems of Love and War, welcher ausgewählte Gedichte aus einem weiteren Spektrum von Sangam-Texten enthielt und auch das Genre der Heldendichtung mit einbezog.
Außer den Gedichten der Sangam-Literatur übersetzte Ramanujan auch Werke der mittelalterlichen Bhakti-Literatur (religiöse Dichtung) aus dem Kannada und Tamil. In seinem Übersetzungsband Speaking of Śiva (1973) übersetzte Ramanujan eine Auswahl von Vachanas (Prosagedichten) der Kannada-Dichterheiligen Basavanna, Dasimayya, Mahadevi Akka und Allama Prabhu. Diese Dichter lebten im 12. Jahrhundert und gehörten der Virashaiva-Richtung an, einer radikalen Strömung des Shivaismus, die unter anderem das Kastensystem und den brahmanischen Ritualismus ablehnte. Ramanujan war schon während seiner College-Zeit in Mysore mit den Vachana-Gedichten in Kontakt gekommen und fühlte sich von ihren radikalen Botschaft angesprochen, da er zur gleichen Zeit selbst gegen seine orthodox-brahmanische Familientradition aufbegehrte. Auch die freie Form der Vachanas sprach Ramanujan wegen ihrer scheinbaren Modernität an. Neben den Vachana-Gedichten übersetzte Ramanujan auch Bhakti-Gedichte des tamilischen Dichterheiligen Nammalvar (9./10. Jahrhundert), dem wichtigsten unter den zwölf Alvars (Dichterheiligen) des tamilischen Vishnuismus. Diese erschienen 1981 im Übersetzungsband Hymns for the Drowning.
Ramanujans Übersetzungen sind vielfach beachtet worden und gelten weithin als bahnbrechend, auch wenn sie vereinzelt unter postkolonialen Gesichtspunkten kritisiert worden sind. Sie haben maßgeblich dazu beigetragen, die klassische Tamil- und Kannada-Dichtung akademischen und literaturinteressierten Kreisen im Ausland zugänglich zu machen. Die Auseinandersetzung mit den Werken, die er übersetzte, beeinflusste auch Ramanujans eigene Dichtung. Vor allem in seinem zweiten Gedichtband Relations ist der Einfluss der Sangam-Gedichte erkennbar. In seinem wissenschaftlichen Werk übernahm Ramanujan das von der alttamilischen Poetik formulierte Konzept des „Inneren“ und „Äußeren“ (Agam und Puram), das im Fall der Sangam-Literatur die beiden komplementären Genres der Liebes- und Heldendichtung beschreibt, als analytische Kategorie.
Neben seinen Übersetzungen von klassischen Literaturwerken übersetzte Ramanujan auch einen zeitgenössischen kannadasprachigen Roman, nämlich das Werk Samskara (1966) des renommierten Schriftstellers U. R. Ananthamurthy, ins Englische. Die Übersetzung erschien 1976 unter dem Titel Samskara: A Rite for a Dead Man.

### Als Wissenschaftler
Ramanujan war ein vielseitiger Wissenschaftler und beschäftigte sich in häufig interdisziplinärer Weise mit so unterschiedlichen Themen wie englische und amerikanische Literatur, dravidische und allgemeine Sprachwissenschaft, Ethnologie, Semiotik, Dichtung und kreatives Schreiben, indische Literaturen (sowohl schriftliche als auch mündliche), indische Mythologie, vergleichende Literaturwissenschaft und Literaturtheorie sowie Psychologie. Seine Methodik war vor allem durch den Strukturalismus geprägt. Ramanujans wissenschaftlicher Output bestand aus Aufsätzen und Essays. Dazu kommen die vielbeachteten Einleitungen und Nachworte zu seinen Übersetzungsbänden. Eine wissenschaftliche Monografie veröffentlichte er nie.
Ramanujan, der in Indien englische Literatur und in Amerika indische Literaturen gelehrt hatte, verstand sich als Mittler zwischen der indischen und amerikanischen Kultur. Er selbst bezeichnete sich scherzhaft als den „Bindestrich in ‚indisch-amerikanisch‘“. So sah er es auch als den Zweck seiner wissenschaftlichen Arbeit, die indische Kultur einem westlichen Publikum näherzubringen. Dabei war Ramanujan, anders als die traditionelle Indologie, die in der Regel das Sanskrit und die gesamtindische brahmanische Hochtradition privilegierte, eher an den regionalen und volkstümlichen Traditionen interessiert. Dies zeigt sich bereits in seiner Übersetzungstätigkeit, die sich auf die klassischen Literaturen der südindischen Sprachen Tamil und Kannada konzentrierte und mit den Vachana-Gedichten eine radikal heterodoxe Tradition zum Inhalt hatte. Auch die Folkloristik spielte in seiner wissenschaftlichen Beschäftigung eine wichtige Rolle und mündete 1991 in der Veröffentlichung von Folktales From India, einer Sammlung von Volkserzählungen aus verschiedenen Sprachen Indiens in englischer Übersetzung.
Seine Ansichten zur indischen Kultur machen Ramanujan teilweise zu einer umstrittenen Figur. So kam es 2011 zu an der University of Delhi zu einer Kontroverse, als die Universität auf Druck hindunationalistischer Studierendengruppen Ramanujans 1991 erschienenen Essay Three Hundred Ramayanas: Five Examples and Three Thoughts on Translation aus der Leseliste ihres Geschichtsstudiengangs strich. In seinem Essay bespricht Ramanujan die Pluralität der zahlreichen Versionen in mindestens 22 Sprachen, in denen das altindische Ramayana-Epos überliefert worden ist. Aus Sicht der hindunationalistischen Aktivisten war der dort geäußerte Zweifel an der Kanonizität der Sanskrit-Version des Valmiki „blasphemisch“ und beleidigte „den Glauben von Millionen Hindus“. Große Teile der akademischen Welt reagierten dagegen mit Unverständnis auf die Entscheidung, den Essay zurückzuziehen.

## Werkliste

### Gedichtbände auf Englisch
- The Striders. London: Oxford University Press, 1966.
- Relations. London / New York: Oxford University Press, 1971.
- Second Sight. New Delhi / New York: Oxford University Press, 1986.
- The Black Hen. In: Vinay Dharwadker (Hrsg.): The Collected Poems of A. K. Ramanujan. New Delhi: Oxford University Press, 1995. [Postum veröffentlicht.]

### Gedichtbände auf Kannada
- Hokkulalli Hoovilla. Dharward: Manohar Granthamala, 1969. [Englisch: No Lotus in the Navel. In: A. K. Ramanujan: Poems and a Novella. Übers. von Tonse N. K. Raju und Shouri Daniels-Ramanujan. New Delhi: Oxford University Press, 2006.]
- Mattu Itara Padyagalu. Dharward: Manohar Granthamala, 1977. [Englisch: And Other Poems. In: A. K. Ramanujan: Poems and a Novella. Übers. von Tonse N. K. Raju und Shouri Daniels-Ramanujan. New Delhi: Oxford University Press, 2006.]
- Kuntobille. Dharward: Manohar Granthamala, 1990. [Englisch: Hopscotch. In: A. K. Ramanujan: Poems and a Novella. Übers. von Tonse N. K. Raju und Shouri Daniels-Ramanujan. New Delhi: Oxford University Press, 2006.]

### Prosa auf Kannada
- Maduraiyalli Ondu Thale (Kurzgeschichte). In: Kirthinatha Kurthukoti (Hrsg.): Nadedu Banda Dari. Dharwad: Manohar Granthamala, 1965.
- Annayanna Manava Sastra (Kurzgeschichte). In: G. B. Joshi (Hrsg.): Innastu Hosa Kathegalu: Hannondu Kathegala Sangra. Dharwad: Manohar Granthamala, 1972. [Englisch: Annayya’s Anthropology. Übers. von Narayan Hegde. In: Ramachandra Sharma (Hrsg.): From Cauvery to Godavan: Modern Kannada Short Stories. New Delhi: Penguin Books, 1992.]
- Mattobhana Atmacharitre (Novelle). Dharwad: Manohar Granthamala, 1978. [Englisch: Someone Else’s Autobiography. In: A. K. Ramanujan: Poems and a Novella. Übers. von Tonse N. K. Raju und Shouri Daniels-Ramanujan. New Delhi: Oxford University Press, 2006.]
- Ondu Dinachariya Kelavu Dinagalu (Kurzgeschichte). In: Ramakant Joshi und S. Divakar (Hrsg.): A. K. Ramanujan Samagra. Dharwad: Manohar Granthamala, 2011.
- Ellara Moogina Kathe (Kurzgeschichte). In: Ramakant Joshi und S. Divakar (Hrsg.): A. K. Ramanujan Samagra. Dharwad: Manohar Granthamala, 2011.

### Übersetzungen
- The Interior Landscape. Love Poems from Classical Tamil. Bloomington: Indiana University Press, 1967.
- Speaking of Siva. New Delhi: Penguin Books, 1973.
- U. R. Ananthamurthy: Samskara: A Rite for a Dead Man. New Delhi: Oxford University, Press, 1976.
- Hymns for the Drowning: Poems for Visnu by Nammalvar. Princeton: Princeton University Press, 1981.
- Poems of Love and War: From the Eight Anthologies and the Ten Long Poems of Classical Tamil. New York: Columbia University Press, 1985.

### Sammlungen
- Selected Poems. New Delhi / New York: Oxford University Press, 1976.
- The Collected Poems of A. K. Ramanujan. Hrsg. von Vinay Dharwadker. New Delhi: Oxford University Press, 1995. [Gesamtausgabe der vier englischsprachigen Gedichtbände Ramanujans.]
- The Collected Essays of A. K. Ramanujan. Hrsg. von Vinay Dharwadker. New Delhi: Oxford University Press, 1999.
- Uncollected Poems and Prose: A. K. Ramanujan. Hrsg. von Molly Daniels-Ramanujan und Keith Harrison. London / New Delhi: Oxford University Press, 2001.
- The Oxford India Ramanujan. Hrsg. von Molly A. Daniels-Ramanujan. New Delhi: Oxford University Press, 2004. [Gesamtausgabe aller englischsprachigen Gedichte und Übersetzungen Ramanujans.]
- A. K. Ramanujan Samagra. Hrsg. von Ramakant Joshi und S. Divakar. Dharwad: Manohar Granthamala, 2011. [Gesamtausgabe von Ramanujans Werken auf Kannada.]

## Sekundärliteratur
- Santanu Banerjee: A. K. Ramanujan’s Poetic Theory and Practice. New Delhi: Sunrise Publications, 2009.
- Saranga Dhar Baral: The Verse and Vision of A. K. Ramanujan. New Delhi: Sarup and Sons, 2008.
- M. K. Bhatnagar (Hrsg.): The Poetry of A. K. Ramanujan. New Delhi: Atlantic Publishers, 2002.
- A. N. Dwiwedi: The Poetic Art of A. K. Ramanujan. New Delhi: B. R. Publications, 1995.
- Sumana Ghosh: A. K. Ramanujan as a Poet. Jaipur: Book Enclave, 2004.
- Akshaya Kumar: A. K. Ramanujan: In Profile and Fragment. Jaipur / New Delhi: Rawat Publications, 2004.
- Rama Nair: ‘Of Variegates Hues’: The Poetry and Translations of A. K. Ramanujan. New Delhi: Prestige Books, 2002.
- Surya Nath Pandey (Hrsg.): Millennium Perspectives on A. K. Ramanujan. New Delhi: Atlantic Publishers, 2001.
- Aniruddh Rawat: Episteme of Desire: The Poetry of A. K. Ramanujan. New Delhi: Adhyayan Publishers and Distributors, 2012.
- Guillermo Rodríguez: When Mirrors are Windows. A View of A. K. Ramanujan’s Poetics. New Delhi: Oxford University Press, 2016.
- Aditi Saraf: Dreimalige Rückkehr zu Dreihundert Ramayanas: Über A.K. Ramanujan. In: Lisa Burger, Tim Burger, David Sumerauer (Hrsg.): Inspirationen: über die Entstehung ethnologischen Denkens. Peter Hammer Verlag, Wuppertal 2024, ISBN 978-3-7795-0752-9, S. 73–80.
- Kirpal Singh: A. K. Ramanujan: The Poet. New Delhi: Vrinda Publications, 1999.